# Foltos tigrispetymeg
A foltos tigrispetymeg (Prionodon pardicolor) az emlősök (Mammalia) osztályába, a ragadozók (Carnivora) rendjébe, a macskaalkatúak (Feliformia) alrendjébe és a tigrispetymegfélék (Prionodontidae) családjába tartozó faj.

## Megjelenése
A foltos tigrispetymeg hosszúkás, hosszú nyakú állat, rövid, puha szőrzetük alapszíne világosszürke-vörösesbarna, hasa világosszürke vagy világossárga. Hátán öt sorban csíkokban elrendezett sötét pettyek futnak végig, a tarkón két hosszanti sötét csík található, oldalai és felkarjai, a combok külső része foltos. Sűrűn szőrös farkán hét-kilenc sötét gyűrű van, és valamivel rövidebb a testnél. Pofája hegyes, fülei lekerekítettek. A fogak húsvágásra alkalmasak, a macskákéra hasonlítanak, a hátsó őrlőfogak visszafejlődtek. Mindegyik lábfején öt ujj van, behúzható karmokkal. Testhossza 31-45 centiméter, ebből a farok 30-40 centiméter. Súlya 550-1220 gramm, a hímek kétszer nehezebbek a nőstényeknél.

## Elterjedése, élőhelye
A foltos tigrispetymeg elterjedési területe Nepáltól és Északkelet-Indiától Dél-Kínán át Vietnámig, Laoszig és Kambodzsáig, valamint Észak-Thaiföldig húzódik. Élőhelyei elsősorban esőerdők, de bambuszerdőkben, galériaerdőkben és néha a szomszédos füves pusztákon is előfordul. A faj 2700 méteres tengerszint feletti magasságban is megtalálható. Úgy tűnik, hogy szüksége van erdőre, ami hiányzik például a tengerparti Kuangtungból és Hongkongból, ahol csak a néhány legtoleránsabb ragadozó, mint például az álcás pálmasodró (Paguma larvata) és a sárgahasú menyét (Mustela kathiah) él meg.

## Életmódja
A foltos tigrispetymeg túlnyomórészt éjszakai életmódú. Kiválóan mászik, és gyakran fákon tartózkodik és ott is alszik, de mindig lejön a földre a táplálékért. A földszintre helyezett kameracsapdákból származó számos közelmúltbeli felvétel azt mutatja, hogy sokat tevékenykedik a földön. Valószínűleg magányosan él; területét vizeletével és ürülékével jelöli, vállát, nyakát és oldalát a tárgyakhoz dörzsölve hagy illatnyomokat. Ragadozók, táplálékuk rágcsálókból, békákból, kígyókból és madarakból áll, és állítólag a dögöt is elfogyasztják. Kisebb zsákmányát a nyak elharapásával öli meg, a nagyobbakra ráugrik, a földre szorítja, és úgy harapja el a torkukat.
Évente egyszer-kétszer, február és augusztus között a nőstény általában két kölyköt hoz világra, amelyek faodúban nevelkednek.

## Természetvédelmi helyzete
Félénk, éjszakai életmódjuk miatt kevés a foltos tigrispetymegekkel való találkozás, ennek megfelelően pedig kevés a fenyegetettség mértékére vonatkozó információ. A fő veszélyt élőhelye pusztulása jelenti az erdőirtás miatt, régebben bundája miatt vadásztak rá, ma elterjedése nagy részén védett. A közelmúltig úgy hitték, hogy a faj ritka, de számos kameracsapdával végzett megfigyelés kimutatta, hogy egyes területeken meglehetősen gyakori; a Természetvédelmi Világszövetség (IUCN) így a foltos tigrispetymeget a nem fenyegetett kategóriába sorolja.

## Fordítás
Ez a szócikk részben vagy egészben  a   Fleckenlinsang című német Wikipédia-szócikk ezen változatának fordításán alapul.  Az eredeti cikk szerkesztőit annak laptörténete sorolja fel. Ez a jelzés csupán a megfogalmazás eredetét és a szerzői jogokat jelzi, nem szolgál a cikkben szereplő információk forrásmegjelöléseként.